# Defensa francesa
La defensa francesa es una apertura de ajedrez que comienza con los movimientos (en notación algebraica) 1.e4 e6. La continuación más común es 2.d4 d5.
La defensa francesa está encuadrada dentro de las aperturas semiabiertas. Las negras luchan inmediatamente por el centro con sus peones en e6 y d5. La francesa tiene ciertas similitudes con la defensa Caro-Kann, si bien el hecho de que en esta última el alfil de c8 no haya sido bloqueado, les confiere características muy diferentes. Nota: En el artículo en inglés, se pueden ver las distintas variantes de esta defensa, más explicadas.
En conjunto, la defensa francesa es una muy buena apertura que ha sido utilizada por numerosos grandes jugadores a lo largo de la historia. Entre sus principales valedores podemos destacar a Mijail Botvinnik, Tigran Petrosian, Víktor Korchnói, Hikaru Nakamura, Wesley So, Alireza Firouzja, Ruslan Ponomariov, Viswanathan Anand, Shakhriyar Mamedyarov, Magnus Carlsen.
Otros jugadores notables: Sergey Volkov, Wolfgang Uhlmann, Iván Faragó, Milan Drasko, Dragan Kosic, etc.

## Planteamiento
La Defensa francesa (ECO C00-C19) era conocida en tiempos de Luis de Lucena en el siglo XV, pero no comenzó a ser popular hasta los años 20 del siglo XX, cuando se enriqueció con nuevas ideas estratégicas. No obstante su nombre lo recibió en 1834 en un encuentro entre jugadores parisinos y londinenses, a los que derrotaron gracias a esta variante. Presente entre los grandes maestros y muchos aficionados es una de las defensas más populares contra 1.e4
Con la Defensa francesa se alcanza rápidamente un equilibrio con el centro cerrado que protege el enroque negro, y por lo tanto las negras se lanzan a un ataque en el ala de dama con c5 y contra el peón de d4, donde van a terminar apuntando la mayoría de las piezas negras; las cuales tienen un problema, el desarrollo del alfil de casillas blancas, que queda encerrado en el ala de dama sin casilla buena para colocarse; por ello tratarán de cambiarlo o de pasarlo al ala de rey. Por su parte las blancas tratará proteger su punto más débil «d4» y tratarán de lanzar un ataque en el ala de rey antes de que llegue el alfil blanco de las negras. Este alfil no se debe capturar, aunque se pueda, si no es en condiciones muy ventajosas. Mientras las blancas montan un ataque en el ala de rey debe de vigilar lo que pasa en el ala de dama, y frenar el ataque si se vuelve peligroso. 
Cinco son las respuestas preferentes contra la Francesa: la variante del cambio, la variante Nímzovitch, la variante Tarrasch —que frecuentemente deriva en la línea principal—, y la Paulsen: la línea principal; dentro de la cual está la variante Winawer, considerada la línea más fuerte.

## Línea principal
1.e4 e6
2.d4

### Variante Paulsen
|       |       |       |       |       |       |       |       |       |  |
|       | a8 rd | b8 nd | c8 bd | d8 qd | e8 kd | f8 bd | g8 nd | h8 rd |  |
| a7 pd | b7 pd | c7 pd | d7    | e7    | f7 pd | g7 pd | h7 pd |       |  |
| a6    | b6    | c6    | d6    | e6 pd | f6    | g6    | h6    |       |  |
| a5    | b5    | c5    | d5 pd | e5    | f5    | g5    | h5    |       |  |
| a4    | b4    | c4    | d4 pl | e4 pl | f4    | g4    | h4    |       |  |
| a3    | b3    | c3 nl | d3    | e3    | f3    | g3    | h3    |       |  |
| a2 pl | b2 pl | c2 pl | d2    | e2    | f2 pl | g2 pl | h2 pl |       |  |
| a1 rl | b1    | c1 bl | d1 ql | e1 kl | f1 bl | g1 nl | h1 rl |       |  |
|       |       |       |       |       |       |       |       |       |  |

Las blancas tratarán de que el alfil negro de casillas blancas no juegue en mucho tiempo, y han de mantener seguro el peón d4, para lo cual pueden optar por enrocarse largo, y tratarán de atacar el flanco de rey por medio de f4. Por su parte, las negras tratarán de buscar cambios en el centro buscando un final igualado y un ataque en el ala de dama.
1.e4 e6 2.d4 d5 3.Cc3
3. ..Cf6 Línea principal
4.Ag5
4. ..Ab4 Variante MacCutcheon
5.exd5 exd5 6.Axf6 gxf6 7.Dd2
5.e5 h6
6.exf6 hxg5 7.fxg7 Tg8 8.h4 gxh4 9.Dg4
6.Ah4
6.Ae3
6.Ac1
6.Ad2 
6. ..Cfd7
6. ..Axc3 7.bxc3 Ce4 8.Dg4
8. ..Rf8 9.Ac1
8. ..g6
|       |       |       |       |       |       |       |       |       |  |
|       | a8 rd | b8 nd | c8 bd | d8 qd | e8 kd | f8    | g8    | h8 rd |  |
| a7 pd | b7 pd | c7 pd | d7    | e7 bd | f7 pd | g7 pd | h7 pd |       |  |
| a6    | b6    | c6    | d6    | e6 pd | f6 nd | g6    | h6    |       |  |
| a5    | b5    | c5    | d5 pd | e5    | f5    | g5 bl | h5    |       |  |
| a4    | b4    | c4    | d4 pl | e4 pl | f4    | g4    | h4    |       |  |
| a3    | b3    | c3 nl | d3    | e3    | f3    | g3    | h3    |       |  |
| a2 pl | b2 pl | c2 pl | d2    | e2    | f2 pl | g2 pl | h2 pl |       |  |
| a1 rl | b1    | c1    | d1 ql | e1 kl | f1 bl | g1 nl | h1 rl |       |  |
|       |       |       |       |       |       |       |       |       |  |

4. ..Ae7 Variante Clásica
5.e5
5. ..Cfd7
6.Axe7 Dxe7
7.Ad3
7.Dd2
7.Cb5
7.Dg4
7.f4 0-0 8.Cf3 c5 9.Dd2 Cc6 10.0-0-0 c4
6.h4
6. ..a6
6. ..c5
6. ..f6
6. ..0-0
5. ..Ce4
5. ..Cg8 6.Ae3 b6
5.Axf6 Axf6 6.e5 Ae7 7.Dg4
4. ..dxe4 Variante Burn
4.e5 Variante Steinitz y sique Cfd7
5.f4 c5
6.dxc5
6. ..Axc5 7.Dg4
6. ..Cc6 7.a3 Axc5 8.Dg4 0-0 9.Cf3 f6
6.Cf3 Cc6 7.Ae3
5.Dg4
4.Ad3
4.Ae3
3. ..dxe4 4.Cxe4
4. ..Ad7 Variante Rustemov 5.Cf3 Ac6
4. ..Cd7 5.Cf3 Cgf6 6.Cxf6+ Cxf6 7.Ce5
4. ..Dd5
3. ..c5

### Variante Wináwer
|       |       |       |       |       |       |       |       |       |  |
|       | a8 rd | b8 nd | c8 bd | d8 qd | e8 kd | f8    | g8 nd | h8 rd |  |
| a7 pd | b7 pd | c7 pd | d7    | e7    | f7 pd | g7 pd | h7 pd |       |  |
| a6    | b6    | c6    | d6    | e6 pd | f6    | g6    | h6    |       |  |
| a5    | b5    | c5    | d5 pd | e5 pl | f5    | g5    | h5    |       |  |
| a4    | b4 bd | c4    | d4 pl | e4    | f4    | g4    | h4    |       |  |
| a3    | b3    | c3 nl | d3    | e3    | f3    | g3    | h3    |       |  |
| a2 pl | b2 pl | c2 pl | d2    | e2    | f2 pl | g2 pl | h2 pl |       |  |
| a1 rl | b1    | c1 bl | d1 ql | e1 kl | f1 bl | g1 nl | h1 rl |       |  |
|       |       |       |       |       |       |       |       |       |  |

Se da cuando en su tercera jugada las negras juegan Ab4, seguido de esto las blancas juegan e5, para evitar que el peón sea capturado
1.e4 e6 2.d4 d5 3.Cc3 Ab4 Variante Wináwer
4.e5
4. ..c5 5.a3
5.Ad2
5.Dg4
5.a3
5. ..cxd4 6.axb4 dxc3 7.Cf3
5. ..Axc3+ 6.bxc3
6. ..Dc7
6. ..Ce7
7.a4
7.Cf3
7.Dg4 Dc7 8.Dxg7 Tg8 9.Dxh7 cxd4
10.Rd1
10.Ce2
4.Cge2 dxe4 5.a3
5. ..Ae7 6.Cxe4 Cf6 7.C2g3 0-0 8.Ae2 Cc6
5. ..Axc3+ 6.Cxc3 Cc6
4.Ad3 c5 5.exd5 Dxd5 6.Ad2
4.Ad2

### Variante Tarrasch
|       |       |       |       |       |       |       |       |       |  |
|       | a8 rd | b8 nd | c8 bd | d8 qd | e8 kd | f8 bd | g8 nd | h8 rd |  |
| a7 pd | b7 pd | c7 pd | d7    | e7    | f7 pd | g7 pd | h7 pd |       |  |
| a6    | b6    | c6    | d6    | e6 pd | f6    | g6    | h6    |       |  |
| a5    | b5    | c5    | d5 pd | e5    | f5    | g5    | h5    |       |  |
| a4    | b4    | c4    | d4 pl | e4 pl | f4    | g4    | h4    |       |  |
| a3    | b3    | c3    | d3    | e3    | f3    | g3    | h3    |       |  |
| a2 pl | b2 pl | c2 pl | d2 nl | e2    | f2 pl | g2 pl | h2 pl |       |  |
| a1 rl | b1    | c1 bl | d1 ql | e1 kl | f1 bl | g1 nl | h1 rl |       |  |
|       |       |       |       |       |       |       |       |       |  |

La variante Tarrasch pretende desarrollar el caballo de b1 sin definir el centro, aunque tiene el inconveniente de colocar el caballo en una casilla más retrasada y obstruyendo al alfil. No obstante, el poder definir el centro en las condiciones más favorables avalan esta variante. 
1.e4 e6 2.d4 d5 3.Cd2
3. ..Cf6 Variante cerrada y sigue 4.e5 Cfd7 5. Ad3 c5 6.c3
6. ..b6
6. ..Cc6 7.Ce2 cxd4 8.cxd4 Cb6 Variante Leningrado.
3. ..c5 Variante abierta y sigue 4.exd5
4. ..exd5 5.Cgf3 Cc6
4. ..Dxd5 5.Cgf3 cxd4 6.Ac4 Dd8
3. ..dxe4 Variante Rúbinstein y sigue 4.Cxe4 Ad7 Variante Rustemov.
4. ..Cf6 5.Cxf6+ gxf6 6.Cf3
4. ..Cd7 5.Cf3 Cgf6
3. ..Cc6 Variante Guimard 4.Cgf3 Cf6 5.e5 Cd7
3. ..f5

### Variante del avance o Nimzovitch
|       |       |       |       |       |       |       |       |       |  |
|       | a8 rd | b8 nd | c8 bd | d8 qd | e8 kd | f8 bd | g8 nd | h8 rd |  |
| a7 pd | b7 pd | c7 pd | d7    | e7    | f7 pd | g7 pd | h7 pd |       |  |
| a6    | b6    | c6    | d6    | e6 pd | f6    | g6    | h6    |       |  |
| a5    | b5    | c5    | d5 pd | e5 pl | f5    | g5    | h5    |       |  |
| a4    | b4    | c4    | d4 pl | e4    | f4    | g4    | h4    |       |  |
| a3    | b3    | c3    | d3    | e3    | f3    | g3    | h3    |       |  |
| a2 pl | b2 pl | c2 pl | d2    | e2    | f2 pl | g2 pl | h2 pl |       |  |
| a1 rl | b1 nl | c1 bl | d1 ql | e1 kl | f1 bl | g1 nl | h1 rl |       |  |
|       |       |       |       |       |       |       |       |       |  |

La variante Nímzovitch suele terminar, por transposición en líneas típicas de la variante Paulsen. Permite a las negras el rápido golpe 3. ..c5 pero se asegura de que el alfil negro de casillas blancas va a tardar mucho tiempo en salir. 
1.e4 e6 2.d4 d5 3.e5 c5
4.c3 
4. ..Cc6 5.Cf3
5. ..Db6 6.Ad3
5. ..Ad7
4. ..Db6 5.Cf3 Ad7
4.dxc5
4.Dg4
4.Cf3

### Variante del cambio
|       |       |       |       |       |       |       |       |       |  |
|       | a8 rd | b8 nd | c8 bd | d8 qd | e8 kd | f8 bd | g8 nd | h8 rd |  |
| a7 pd | b7 pd | c7 pd | d7    | e7    | f7 pd | g7 pd | h7 pd |       |  |
| a6    | b6    | c6    | d6    | e6 pd | f6    | g6    | h6    |       |  |
| a5    | b5    | c5    | d5 pl | e5    | f5    | g5    | h5    |       |  |
| a4    | b4    | c4    | d4 pl | e4    | f4    | g4    | h4    |       |  |
| a3    | b3    | c3    | d3    | e3    | f3    | g3    | h3    |       |  |
| a2 pl | b2 pl | c2 pl | d2    | e2    | f2 pl | g2 pl | h2 pl |       |  |
| a1 rl | b1 nl | c1 bl | d1 ql | e1 kl | f1 bl | g1 nl | h1 rl |       |  |
|       |       |       |       |       |       |       |       |       |  |

La variante del cambio persigue una partida equilibrada y con un centro abierto. Las blancas tratarán de cambiar el alfil de casillas negras, con lo que tendrán un final un poco superior.
1.e4 e6 2.d4 d5 3.exd5 y sigue exd5
4.Cc3 
4. ..Cf6 5.Ag5 Cc6
4. ..Ce7 5.Ag5 f6
4.Ad3 Cc6
5.Cf3
5.Ce2 Ad6 6.c3 Dh4
4.c4

### Otras variantes
A partir de 1.e4 e6 2.d4 sigue:
2. ..d6
2. ..a6
2. ..d5 3.Ad3
2. ..d5 3.Ae3 Variante Alapín

## Otras respuestas
A partir de 1.e4 e6 sigue:
2.c4
2.b3
2.e5 Ataque Steinitz
2.f4
2.Cf3 d5 3.e5 c5 4.b4 Gambito del ala
2.Cc3 d5 3.f4 Variante Pelikan
2.Cc3 d5 3.Cf3 Variante dos caballos
2.De2 Variante Chigorín
2.d3 Ataque indio de rey
2.d3 d5 3.Cd2 Cf6 4.Cgf3 Cc6 5.g3

## Biografía en español
Bareev, Evgenij - Defensa Francesa Variante Tarrasch (Informador Ajedrecístico), 1995.
Byron, Jacobs  - Aprenda aperturas - La defensa francesa, 2007.
Czerniak, Miguel - La Defensa Francesa, 1954.
Euwe, Max - La Defensa Francesa, 1965.
Moskalenko, Viktor - La Defensa Francesa, 2007.
Sveshnikov, Eugeny - Defensa Francesa - Todo Sobre la Variante del Avance 3.e5, 2005.
Uhlmann, Wolfgang - La defensa Francesa a través de mis partidas, 2006.
Artículos y revistas teóricas:
Marin, Mihail - La Defensa Francesa (ichess.es)
Rahal, Michael - Defensa Francesa Variante Rustemov (EDAMI).
Sistac, Horacio - Cuadernos de ajedrez - Defensa Francesa Línea Clásica - Línea Clásica - Ataque Chatard - Alekhine, 2008.
Sistac, Horacio - Cuadernos de ajedrez - Defensa Francesa Variante del avance, 2010.
Sistac, Horacio - Cuadernos de ajedrez - Defensa Francesa Línea Clásica Variantes Steinitz y Short-Anand, 2011.
Sistac, Horacio - Cuadernos de ajedrez - Defensa Francesa Variante Tarrasch 2012.
Vallejo, Paco - Juega la Francesa (Ichess.es)
Vilela, José Luis - Defensa Francesa Variante Winawer (EDAMI).
- El contenido de este artículo incorpora material de una entrada de la Enciclopedia Libre Universal, publicada en español bajo la licencia Creative Commons Compartir-Igual 3.0.